# Escut de la Jana
L'escut de la Jana és un símbol representatiu oficial de la Jana, municipi del País Valencià, a la comarca del Baix Maestrat.

## Blasonament
Té el següent blasonament:
| « | Escut quadrilong de punta redona. Quarterat en creu. Al primer quarter, de sinople, una geneta del seu color. Al segon quarter, d'argent, una creu plana de gules. Al tercer quarter, d'argent, un Ianus bifront del seu color. Al quart quarter, de sinople, una mà del natural agafant un raïm de gules. Sobre el tot, un escussó d'atzur carregat d'una flor de lis d'or. Al timbre, corona reial oberta. | » |

## Significat
La geneta i el cap de Janus són senyals parlants al·lusius al nom de la vila. La creu recorda l'orde de Montesa, que va senyorejar sobre la població des del segle xiv fins al segle xix. La flor de lis commemora el fet que la Jana restà fidel a Felip V durant la Guerra de Successió. Finalment, la mà que agafa el raïm recorda la gran importància que va tenir el conreu de la vinya fins a l'aparició de la fil·loxera.

## Història
L'escut fou aprovat per Resolució de 16 de juliol de 2004, del conseller de Justícia i Administracions Públiques, publicada en el DOGV núm. 4.820, de 16 d'agost de 2004.
A l'ermita de Sant Josep del Carrascal, a la clau del primer tram de la volta i al damunt de l'arc de la portada, existeixen dues representacions heràldiques, la primera datada el 1587 i la segona d'una data semblant, les dues amb la figura de la geneta. La mateixa figura apareix a l'escut que corona la portada de l'església de Sant Bartomeu, datada el 1698. Al campanar de l'església, també finalitzat el 1698, al damunt de les obertures del cos de les campanes hi ha una altra representació de l'escut, en aquest cas amb els mateixos elements que l'actual però quarterat en sautor.
A l'Arxiu Històric Nacional es conserven les empremtes de quatre segells en tinta de la Jana, de 1876. Els segells són de l'Ajuntament, de l'Alcaldia, del jutjat de pau i, un segell amb una creu patent, anterior a aquests. Als dos primers hi apareixen les armories actuals de la població.

Segell de l'Alcaldia (AHN, 1876).
Segell de l'Ajuntament (AHN, 1876).
Segell del Jutjat de Pau (AHN, 1876).
Segell antic de la Jana (AHN, 1876).